# Río Soacha
El Río Soacha es un río del departamento de Cundinamarca en Colombia. Este nace en el páramo de Piedra Parada (entre la vereda suachuna de Hungría y la bogotana de Quiba Alta), luego atraviesa el municipio del mismo nombre y después desemboca en el río Bogotá. 
La subcuenca del río Soacha, se encuentra ubicada en la zona suroriental del departamento de Cundinamarca y hace parte de la cuenca media del río Bogotá; limita por el norte con el municipio de Soacha, al sur con Bogotá, al occidente con el río Muña y al oriente con el río Tunjuelo. A continuación se presentan los municipios que conforman la subcuenca, detallando para cada uno de ellos las áreas rurales, urbanas continuas y urbanas discontinuas', que están dentro de la subcuenca río Soacha.
Actualmente presenta altos niveles de contaminación, principalmente por ladrilleras presentes al margen del río y por las aguas servidas en el casco urbano de Soacha.

## Geografía
En el recorrido del Río Soacha se pueden distinguir dos tramos:
- Cuenca Alta: En esta zona nace el río y se halla la zona rural del municipio. Aquí se presentan la mayor cantidad de ladrilleras, las cuales son una de las principales fuentes de contaminación de esta fuente hídrica. El río Soacha nace a 3400 m s. n. m. en el límite de las zonas rurales del municipio de Soacha y el Distrito Capital. Esta zona es llamada Piedra Parada, en la Vereda Hungría. Se reconocen 11 km de recorrido, en el que se atraviesan las veredas de Hungría, San Jorge, Fusungá y Panamá.
- Cuenca Baja: En esta zona el río atraviesa la cabecera municipal y llega a su desembocadura en el río Bogotá. En este tramo de 6 km se presenta el mayor nivel de contaminación, debido a las grandes cargas de desechos aportadas por la población suachuna, al igual que las actividades industriales. Finalmente esta contaminación llega al Río Bogotá, quien a esta distancia no posee nivel de oxigenación alguna. En su recorrido pasa por las comunas de San Humberto (Calle 10), Compartir, Soacha Central (compartiendo límites), girando de occidente a oriente y viceversa por el norte hacia los barrios Tejares, Danubio, La Amistad, Potrero Grande, Ciudad Verde y finalizando por la vereda de Bosatama.

## Meandros
- Alto del Cabra (rural)
- El Silo (urbano)
- Malachí I, II, III y IV (urbano)
- Chucua Vargas (rural)